# Zastava ponosa
Zastava ponosa obično se odnosi na bilo koju zastavu koja predstavlja segment ili dio LGBT zajednice. Ponos se u ovom slučaju odnosi na pojam gay ponosa. Dugina zastava jest najčešće korištena LGBT-ovska zastava i simbol.  Postoje izvodi dugine zastave koji se koriste za usmjeravanje pažnje na određene slične interesne skupine unutar zajednice (na primjer, supkultura Leather). Postoje i neke zastave ponosa koje nisu isključivo povezane s temama LGBT-a, poput poliamorijske zastave. Pojmovi LGBT zastave i queer zastave često se koriste naizmjenično.

## Značajni primjeri
- Bear zastava, predstavlja supkulturu bear
- Zastava biseksualnog ponosa, predstavlja biseksualce i njihove zajednice
- Zastava gej ponosa Južne Afrike, predstavlja LGBT zajednicu u Južnoj Africi
- Genderqueerska zastava, predstavlja nebinarne rodove
- Zastava interseksualnosti, predstavlja interseksualne pojedince i njihove organizacije
- Zastava ponosa supkulture Leather, predstavlja supkulturu Leather (a ponekad i BDSM zajednicu)
- Zastava panseksualnog ponosa, predstavlja panseksualne pojedince i njihove organizacije
- Zastava duginih boja predstavlja sve aspekte lezbijskih, homoseksualnih, biseksualnih, transrodnih i queer zajednica
- Transrodne zastave, različite zastave koje se koriste za predstavljanje transrodnog ponosa, raznolikosti, prava i/ili sjećanja transrodnih pojedinaca, njihovih organizacija, njihovih zajednica i njihovih saveznika

## Galerija

### Zastave LGBT-ovskog ponosa
Ove LGBT-ovske zastave predstavljaju LGBT-ovski pokret u cjelini ili različite seksualnosti, rodne identitete, romantične orijentacije i/ili spol.
- LGBT
- Arodnost[2]
- Aromantičnost[2]
- Aseksualnost
- Biseksualnost
- Rodna fluidnost
- Genderqueer
- Interseksualnost
- Lezbijstvo[3]
- Lezbijstvo (dizajn Labrisa)[4]
- Nebinarnost
- Panseksualnost
- Poliseksualnost
- Transrodnost

### Zastave supkultura
- Bear Brotherhood
- Potkultura Leather
- Lipstick lezbijke
- Originalni dizajn zastave Lipstick lezbijki
- Višeljublje

### Zastave temeljene na lokaciji
- Philadelphijska zastava ponosa za ljude boje[3]
- Južnoafrička zastava ponosa[5]
- Ružičasti Union Jack[6]